# Robert Abernathy
Robert Abernathy (1924 - 1990) fue un escritor de ciencia ficción estadounidense durante los años 1940 y 1950. Fue conocido principalmente por sus relatos cortos los cuales fueron publicados en muchas de las revistas económicas (pulp magazines) que  prosperaron durante la época dorada de la ciencia ficción. Muchas de sus historias han sido incluidas en varias antologías de la ciencia ficción clásica.
- Datos: Q723591